# 메드트로닉
메드트로닉(Medtronic)은 미국-아일랜드 의료기기 회사이다. 회사의 운영 및 경영 본부는 미네소타주 미니애폴리스에 있으며, 2015년 아일랜드 기반의 코비디엔(Covidien) 인수로 인해 법적 본부는 아일랜드에 있다. 주로 미국에서 운영되고 있고 150개국 이상에서 운영되고 있으며 90,000명 이상의 직원이 있다. 의료 기술과 치료법을 개발하고 제조한다.